# Ninjabread Man
Ninjabread Man je plošinovka vývojáře Data Design Interactive. Byla vydána v roce 2005 (pro PlayStation 2 a pro PC), v roce 2007 vyšla i verze pro Nintendo Wii. 
Jedná se o 3D plošinovku, která obsahuje 3 levely a tutoriál. Hlavní postavou je perníkový nindža Ninjabread Man, který se brání nepřátelům pomocí meče a šurikenů a jehož cílem je v každém levelu najít 8 modrých tyčí, které otevřou teleport do dalšího levelu. Po splnění všech levelů se otevřou další herní módy.
Hra Ninjabread Man byla hodnocena velmi špatně, vytýkáno jí byla její délka, kamera, absence děje a těžká ovladatelnost. Někdy bývá považována za jednu z nejhorších her všech dob.
Na rok 2008 byl oznámen sequel ke hře Ninjabread Man, Ninjabread Man II: Blades of Fury. Tento sequel ale nikdy nevyšel. Firma Data Design Interactive později vydala další 3 hry velice podobné hře Ninjabread Man: Anubis II, Myth Makers: Trixie in Toyland a Rock 'n' Roll Adventures. Tyto hry používají úplně stejný engine jako Ninjabread Man a také se stejně ovládají. Všechny jsou také velice špatně hodnocené.